# Antonio Cariglia
Antonio Cariglia (ur. 28 marca 1924 w Vieste, zm. 20 lutego 2010 w Pistoi) – włoski polityk, działacz związkowy i publicysta, parlamentarzysta krajowy, poseł do Parlamentu Europejskiego I i III kadencji, lider Włoskiej Partii Socjaldemokratycznej (PSDI) w latach 1988–1992.

## Życiorys
W latach 1943–1945 działał w antyfaszystowskiej partyzantce. Ukończył nauki polityczne i społeczne na Uniwersytecie Florenckim. Był aktywnym działaczem związkowym, wchodził w skład sekretariatu krajowego Unione Italiana del Lavoro. Należał do centrolewicowej PSDI, był m.in. zastępcą sekretarza tego ugrupowania.
W latach 1963–1976 oraz 1992–1994 sprawował mandat posła do Izby Deputowanych IV, V, VI oraz XI kadencji. Od 1987 do 1992 był członkiem Senatu X kadencji. W latach 1979–1984 i 1989–1994 zasiadał w Europarlamencie I i III kadencji. Był również założycielem fundacji Fondazione Filippo Turati Onlus.
Od 1988 do 1992 pełnił funkcję sekretarza Włoskiej Partii Socjaldemokratycznej. Ustąpił, gdy w trakcie tzw. afery Tangentopoli przedstawiono mu zarzuty korupcyjne, co przyczyniło się do upadku jego ugrupowania. Po 12 latach procesów został w 2004 ostatecznie uniewinniony. W tym samym roku powierzono mu funkcję honorowego przewodniczącego odnowionej PSDI.